# Secretaría de Gobernación
La Secretaría de Gobernación de Mèxic és una secretaria d'estat del poder executiu federal amb funcions de Ministeri de l'Interior i integrant del gabinet del president de Mèxic. Té al seu càrrec vigilar el compliment dels preceptes constitucionals, atendre els afers de política interior, conduir les relacions del Poder Executiu amb els altres poders de la Unió, els governs estatals i altres autoritats municipals i coordinar les accions de protecció civil i seguretat nacional.

## Història
Des que Mèxic va esdevenir independent en 1821, els primers governs sorgits van establir despatxos de ministres per al millor exercici del govern. El primer model de govern escollit pels mexicans va ser el de règim monàrquic durant el període conegut com a Primer Imperi Mexicà. En aquest règim es van crear quatre dependències administratives conegudes com a "Secretarías del Estado y del Despacho", que foren: I) De l'Interior i de Relacions Exteriors; II) De Justícia i Negocis Eclesiàstics; III) D'Hisenda; i IV) De Guerra i Marina. La primera d'elles va ser la primera entitat administrada del ministeri de l'interior en el Mèxic independent. Aquesta Secretaria de l'interior i de relacions exteriors tenia com a funcions:
| «                                                               | «totes les relacions diplomàtiques de les corts estrangeres; així com de la Direcció de Correus, de les composicions de camins, calçades, ponts i altres […] i de tot allò que sigui purament d'Estat.» | » |
| — Reglament Provisional de la Regència. 18 de novembre de 1821. | |   |

Amb el canvi de model polític al republicà Mèxic conservo l'estructura de Secretaries d'Estat que en algunes reglamentacions van ser cridats indistintament "secretaries" o "ministeris". En 1836 amb les Set Lleis la funció de relacions exteriors es va separar de la de govern intern quedant està encarregada a un Ministre de l'Interior, però les funcions tornaria a coincidir en una sola entitat administrativa.
Antonio López de Santa Anna va reprendre el model de separació entre funcions internes i externes, creant novament dues secretaries, una per a cada funció. En 1856 aquesta figura administrativa canviaria el seu nom pel de Ministeri del Governació que després amb Juárez seria la Secretaría de Estado y del Despacho de Gobernación.
Després de la revolució mexicana, amb la creació de la Constitució de 1917 i després de ser per un breu període Departament de l'Interior de la Secretaria d'Estat, el 25 de desembre de 1917, es crea amb aquesta denominació la Secretaría de Gobernación, i en serà primer titular José Manuel Herrera.

## Funcions
Segons la ley Orgánica de la Administración Pública Federal en el seu Article 27 li correspon el despatx de les següents funcions:
- Presentar davant el Congrés de la Unió les iniciatives de llei o decret de l'Executiu.
- Publicar les lleis i decrets del Congrés de la Unió, alguna de les dues Càmeres o la Comissió Permanent i els reglaments que expedeixi el President de la República, així com les resolucions i disposicions que per llei hagin de publicar-se en el Diari Oficial de la Federació.
- Administrar i publicar el Diario Oficial de la Federación.
- Manejar el servei nacional d'identificació personal.
- Tramitar el relatiu al procediment administratiu per a l'expulsió d'estrangers del territori nacional.
- Administrar les illes de jurisdicció federal, excepte aquelles l'administració de les quals correspongui, per disposició de la llei, a una altra dependència o entitat de l'administració pública federal.
- Conduir la política interior que competeixi a l'Executiu i no s'atribueixi expressament a una altra dependència.
- Vigilar el compliment dels preceptes constitucionals per part de les autoritats del país, especialment pel que fa a les garanties individuals i dictar les mesures administratives necessàries per a tal efecte.
- Conduir, sempre que no estigui conferida aquesta facultat a una altra Secretaria, les relacions del Poder Executiu amb els altres Poders de la Unió, amb els òrgans constitucionals autònoms, amb els governs de les entitats federatives i dels municipis i amb les altres autoritats federals i locals, així com rendir les informacions oficials de l'Executiu Federal.
- Conduir, en l'àmbit de la seva competència, les relacions polítiques del Poder Executiu amb els partits i agrupacions polítics nacionals, amb les organitzacions socials, amb les associacions religioses i altres institucions socials.
- Fomentar el desenvolupament polític, contribuir a l'enfortiment de les institucions democràtiques; promoure l'activa participació ciutadana i afavorir les condicions que permetin la construcció d'acords polítics i consensos socials perquè, en els termes de la Constitució i de les lleis, es mantinguin les condicions de governabilitat democràtica.
- Vigilar el compliment de les disposicions constitucionals i legals en matèria de culte públic, esglésies, agrupacions i associacions religioses.
- Administrar l'Archivo General de la Nación, així com vigilar el compliment de les disposicions legals en matèria d'informació d'interès públic.
- Vigilar, a través de la Dirección general de Radio, Televisión y Cinematografia, que les publicacions impreses i les transmissions de ràdio i televisió, així com les pel·lícules cinematogràfiques, es mantinguin dins dels límits del respecte a la vida privada, a la pau i moral pública i a la dignitat personal, i no ataquin els drets de tercers, ni provoquin la comissió d'algun delicte o pertorbin l'ordre públic.
- Regular, autoritzar i vigilar el joc, les apostes, les loteries i rifes, en els termes que estableixin les lleis.
- Conduir i posar en execució, en coordinació amb les autoritats dels governs dels estats, del Districte Federal, amb els governs municipals, i amb les dependències i entitats de l'Administració Pública Federal, les polítiques i programes de protecció civil de l'Executiu, en el marc del Sistema Nacional de Protecció Civil, per a la prevenció, auxili, recuperació i suport a la població en situacions de desastre i concertar amb institucions i organismes dels sectors privat i social, les accions conduents al mateix objectiu.
- Establir i operar un sistema de recerca i informació, que contribueixi a preservar la integritat, estabilitat i permanència de l'Estat Mexicà.
- Contribuir en el que correspongui a l'Executiu de la Unió, a donar sustento a la unitat nacional, a preservar la cohesió social i a enfortir les institucions de govern,
- Compilar i sistematitzar les lleis, tractats internacionals, reglaments, decrets, acords i disposicions federals, estatals i municipals, així com establir el banc de dades corresponent, a fi de proporcionar informació a través dels sistemes electrònics de dades.

## Organigrama
L'estructura orgànica i els titulars d'àrea de la Secretaría de Gobernación a partir del 10 de gener de 2018 és:
- Secretario de Gobernación: Alfonso Navarrete Prida
  - Subsecretaría de Gobierno: Manuel Cadena Morales
  - Subsecretaría de Enlace Legislativo y Acuerdos Políticos: Felipe Solís Acero
  - Subsecretaría de Población, Migración y Asuntos Religiosos: Patricia Martínez Cranss
  - Subsecretaría de Derechos Humanos: Rafael Adrián Avante Juárez
  - Subsecretaría de Prevención y Participación Ciudadana: José Luis Stein Velasco
  - Subsecretaría de Normatividad de Medios: Andrés Chao Ebergenyi
  - Comisión Nacional de Seguridad: Renato Sales Heredia
  - Oficialía Mayor: José Luis Morales Gutiérrez

### Unitats Administratives
- Coordinación General de Protección Civil: Luis Felipe Puente
- Unidad General de Asuntos Jurídicos: Aurora Cervantes Martínez
- Unidad de Desarrollo Político y Fomento Cívico: Faride Rodriguez Velasco
- Unidad de Gobierno: David Garay Maldonado

### Òrgans desconcentrats, administratius i Entitats
- Instituto Nacional para el Federalismo y el Desarrollo Municipal
- Archivo General de la Nación
- Tribunal Federal de Conciliación y Arbitraje
- Consejo Nacional de Población
- Centro Nacional de Prevención de Desastres
- Centro de Investigación y Seguridad Nacional
- Policía Federal
- Instituto Nacional de Migración
- Comisión Mexicana de Ayuda a Refugiados
- Sistema Nacional de Seguridad Pública
- Consejo Nacional para Prevenir la Discriminación
- Dirección General de Radio, Televisión y Cinematografía
- Comisión Nacional para Prevenir y Erradicar la Violencia Contra las Mujeres
- Centro de Producción de Programas Informativos Especiales
- Consejo de Coordinación para la Implementación del Sistema de Justicia Penal
- Comisión Calificadora de Publicaciones y Revistas Ilustradas
- Organismo Promotor de Medios Audiovisuales

## Llista deSecretarios de Gobernaciónde Mèxic

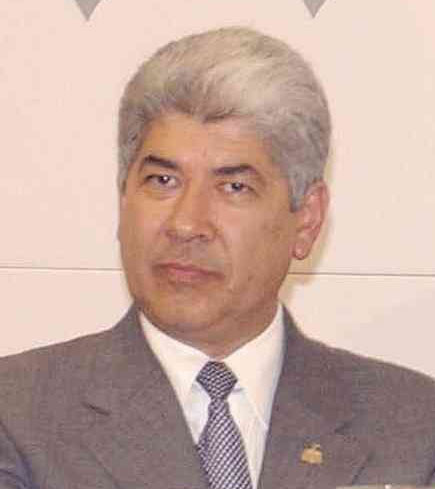
Francisco Javier Ramírez Acuña, 2006-2008

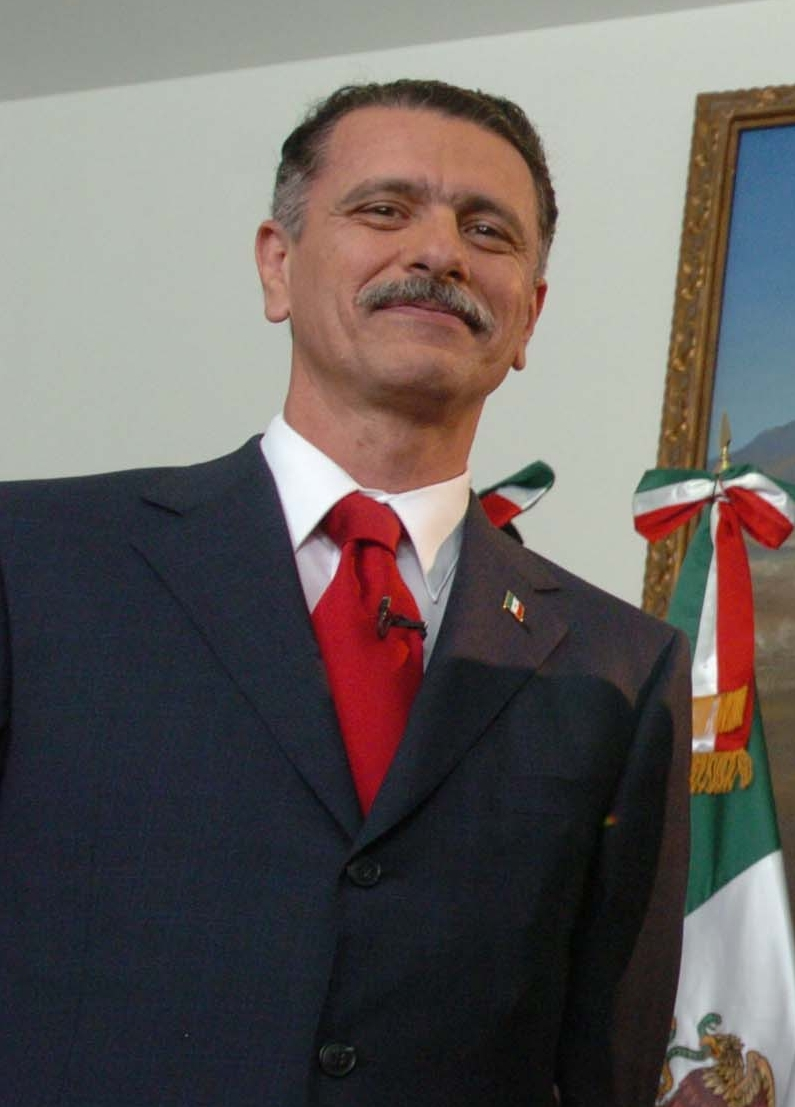
Carlos Abascal, 2005-2006

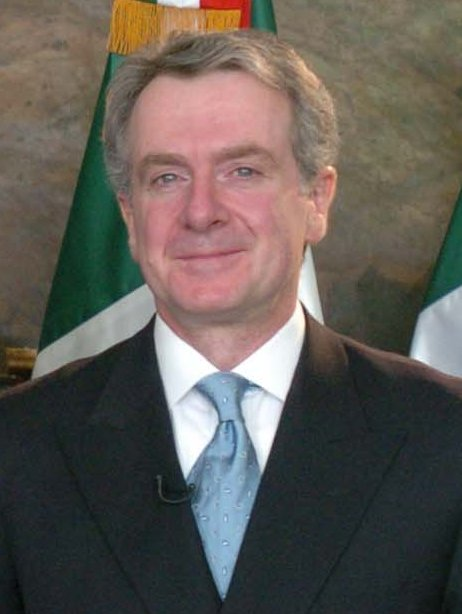
Santiago Creel Miranda, 2000-2005

| Secretari                      | Partit  | Període                                         | President                             |
| ------------------------------ | ------- | ----------------------------------------------- | ------------------------------------- |
| Ignacio L. Vallarta            | Liberal | 1868                                            | Benito Juárez                         |
| Protasio Tagle                 |         | 1868                                            | Porfirio Díaz (1876)                  |
| Protasio Tagle                 |         | 1877                                            | Porfirio Díaz (1877 - 1880)           |
| Trinidad García de la Cadena   |         | 1877 - 1879                                     | Porfirio Díaz (1877 - 1880)           |
| Eduardo G. Pankhurst           |         | 1879 - 1880                                     | Porfirio Díaz (1877 - 1880)           |
| Felipe Berriozábal             |         | 1880                                            | Porfirio Díaz (1877 - 1880)           |
| Carlos Díez Gutiérrez          |         | 1880 - 1884                                     | Manuel González (1880 - 1884)         |
| Manuel Romero Rubio            |         | 1884 - 1895                                     | Porfirio Díaz (1884 - 1911)           |
| Manuel González Cossío         |         | 1895 - 1903                                     | Porfirio Díaz (1884 - 1911)           |
| Ramón Corral                   |         | 1903 - 1911                                     | Porfirio Díaz (1884 - 1911)           |
| Emilio Vázquez Gómez           |         | 1911                                            | Francisco León de la Barra (1911)     |
| Alberto García Granados        |         | 1911                                            | Francisco León de la Barra (1911)     |
| Abraham González Casavantes    |         | 1911 - 1912                                     | Francisco I. Madero (1911 - 1913)     |
| Jesús Flores Magón             |         | 1912                                            | Francisco I. Madero (1911 - 1913)     |
| Rafael Hernández Madero        |         | 1912 - 1913                                     | Francisco I. Madero (1911 - 1913)     |
| Victoriano Huerta              |         | 1913                                            | Pedro Lascurain (1913)                |
| Alberto García Granados        |         | 1913                                            | Victoriano Huerta (1913 - 1914)       |
| Aureliano Urrutia              |         | 1913                                            | Victoriano Huerta (1913 - 1914)       |
| Manuel Garza Aldape            |         | 1913                                            | Victoriano Huerta (1913 - 1914)       |
| Ignacio Alcocer                |         | 1913 - 1914                                     | Victoriano Huerta (1913 - 1914)       |
| José María Luján               |         | 1914                                            | Francisco Carvajal (1914)             |
|                                |         |                                                 | Venustiano Carranza (1914)            |
| Lucio Blanco                   |         | 1914 - 1915                                     | Eulalio Gutiérrez Ortiz (1914 - 1915) |
|                                |         |                                                 | Roque González Garza (1915)           |
| José Quevedo                   |         | 1915                                            | Francisco Lagos Cházaro (1915)        |
| Manuel Aguirre Berlanga        |         | 1917 - 1920                                     | Venustiano Carranza (1917 - 1920)     |
| Gilberto Valenzuela            |         | 1920                                            | Adolfo de la Huerta (1920)            |
| José Inocente Lugo             |         | 1920                                            | Adolfo de la Huerta (1920)            |
| Plutarco Elías Calles          |         | 1920 - 1923                                     | Álvaro Obregón (1920 - 1924)          |
| Gilberto Valenzuela            |         | 1923                                            | Álvaro Obregón (1920 - 1924)          |
| Enrique Colunga                |         | 1923 - 1924                                     | Álvaro Obregón (1920 - 1924)          |
| Romeo Ortega                   |         | 1924                                            | Álvaro Obregón (1920 - 1924)          |
| Romeo Ortega                   |         | 1924 - 1925                                     | Plutarco Elías Calles (1924 - 1928)   |
| Gilberto Valenzuela            |         | 1925                                            | Plutarco Elías Calles (1924 - 1928)   |
| Adalberto Tejeda               |         | 1925 - 1928                                     | Plutarco Elías Calles (1924 - 1928)   |
| Gonzalo Vázquez Vela           |         | 1928                                            | Plutarco Elías Calles (1924 - 1928)   |
| Emilio Portes Gil              |         | 1928                                            | Plutarco Elías Calles (1924 - 1928)   |
| Felipe Canales                 |         | 1928 - 1929                                     | Emilio Portes Gil (1928 - 1930)       |
| Carlos Riva Palacio            | PNR     | 1929 - 1930                                     | Emilio Portes Gil (1928 - 1930)       |
| Emilio Portes Gil              | PNR     | 1930                                            | Pascual Ortiz Rubio (1930 - 1932)     |
| Carlos Riva Palacio            | PNR     | 1930 - 1931                                     | Pascual Ortiz Rubio (1930 - 1932)     |
| Octavio Mendoza González       | PNR     | 1931                                            | Pascual Ortiz Rubio (1930 - 1932)     |
| Lázaro Cárdenas del Río        | PNR     | 1931                                            | Pascual Ortiz Rubio (1930 - 1932)     |
| Manuel C. Téllez               | PNR     | 1931 - 1932                                     | Pascual Ortiz Rubio (1930 - 1932)     |
| Juan José Ríos                 | PNR     | 1932)                                           | Pascual Ortiz Rubio (1930 - 1932)     |
| Eduardo Vasconcelos            | PNR     | 4 de setembre de 1932 - 1934                    | Abelardo L. Rodríguez                 |
| Narciso Bassols                | PNR     | 1934 - 1934                                     | Abelardo L. Rodríguez                 |
| Juan D. Cabral                 | PNR     | 1933 - 30 de novembre de 1934                   | Abelardo L. Rodríguez                 |
| Juan de Dios Bojórquez         | PNR     | 1 de desembre de 1934 - 1935                    | Lázaro Cárdenas del Río               |
| Silvano Barba González         | PNR     | 1935 - 1935                                     | Lázaro Cárdenas del Río               |
| Silvestre Guerrero             | PNR     | 1935 - 1938                                     | Lázaro Cárdenas del Río               |
| Ignacio García Téllez          | PNR/PRM | 1938 - 30 de novembre de 1940                   | Lázaro Cárdenas del Río               |
| Miguel Alemán Valdés           | PRM     | 1 de desembre de 1940 - 1945                    | Manuel Ávila Camacho                  |
| Primo Villa Michel             | PRM     | 1945 - 30 de novembre de 1946                   | Manuel Ávila Camacho                  |
| Héctor Pérez Martínez          | PRI     | 1 de desembre de 1946 - 1948                    | Miguel Alemán Valdés                  |
| Ernesto Uruchurtu Peralta      | PRI     | 1948 - 1948                                     | Miguel Alemán Valdés                  |
| Adolfo Ruiz Cortines           | PRI     | 1948 - 1951                                     | Miguel Alemán Valdés                  |
| Ernesto Uruchurtu Peralta      | PRI     | 1951 - 30 de novembre de 1952                   | Miguel Alemán Valdés                  |
| Ángel Carvajal Bernal          | PRI     | 1 de desembre de 1952 - 30 de novembre de 1958  | Adolfo Ruiz Cortines                  |
| Gustavo Díaz Ordaz             | PRI     | 1 de desembre de 1958 - 1963                    | Adolfo López Mateos                   |
| Luis Echeverría Álvarez        | PRI     | 1963 - 30 de novembre de 1964                   | Adolfo López Mateos                   |
| Luis Echeverría Álvarez        | PRI     | 1 de desembre de 1964 - 1969                    | Gustavo Díaz Ordaz                    |
| Mario Moya Palencia            | PRI     | 1969 - 30 de novembre de 1970                   | Gustavo Díaz Ordaz                    |
| Mario Moya Palencia            | PRI     | 1 de desembre de 1970 - 30 de novembre de 1976  | Luis Echeverría Álvarez               |
| Jesús Reyes Heroles            | PRI     | 1 de desembre de 1976 - 16 de maig de 1979      | José López Portillo                   |
| Enrique Olivares Santana       | PRI     | 16 de maig de 1979 - 30 de novembre de 1982     | José López Portillo                   |
| Manuel Bartlett Díaz           | PRI     | 1 de desembre de 1982 - 30 de novembre de 1988  | Miguel de la Madrid Hurtado           |
| Fernando Gutiérrez Barrios     | PRI     | 1 de desembre de 1988 - 4 de gener de 1993      | Carlos Salinas de Gortari             |
| Patrocinio González Garrido    | PRI     | 4 de gener de 1993 - 10 de gener de 1994        | Carlos Salinas de Gortari             |
| Jorge Carpizo McGregor         | PRI     | 10 de gener de 1994 - 30 de novembre de 1994    | Carlos Salinas de Gortari             |
| Esteban Moctezuma Barragán     | PRI     | 1 de desembre de 1994 - 28 de juny de 1995      | Ernesto Zedillo Ponce de León         |
| Emilio Chuayffet Chemor        | PRI     | 28 de juny de 1995 - 3 de gener de 1998         | Ernesto Zedillo Ponce de León         |
| Francisco Labastida Ochoa      | PRI     | 3 de gener de 1998 - 21 de maig de 1999         | Ernesto Zedillo Ponce de León         |
| Diódoro Carrasco Altamirano    | PRI     | 21 de maig de 1999 - 30 de novembre de 2000     | Ernesto Zedillo Ponce de León         |
| Santiago Creel Miranda         | PAN     | 1 de desembre de 2000 - 1 de juny de 2005       | Vicente Fox Quesada                   |
| Carlos Abascal Carranza        | PAN     | 1 de juny de 2005 - 30 de novembre de 2006      | Vicente Fox Quesada                   |
| Francisco Javier Ramírez Acuña | PAN     | 1 de desembre de 2006 - 15 de gener de 2008     | Felipe Calderón Hinojosa              |
| Juan Camilo Mouriño Terrazo    | PAN     | 16 de gener de 2008 - 4 de novembre de 2008     | Felipe Calderón Hinojosa              |
| Fernando Gómez-Mont Urueta     | IND     | 10 de novembre de 2008 - 14 de juliol de 2010   | Felipe Calderón Hinojosa              |
| Francisco Blake Mora           | PAN     | 14 de juliol de 2010 - 21 de novembre de 2011   | Felipe Calderón Hinojosa              |
| Alejandro Poiré Romero         | PAN     | 21 de novembre de 2011 - 30 de novembre de 2012 | Felipe Calderón Hinojosa              |
| Miguel Ángel Osorio Chong      | PRI     | 1 de desembre de 2012 - 10 de gener de 2018     | Enrique Peña Nieto                    |
| Alfonso Navarrete Prida        | PRI     | 10 de gener de 2018 - 26 de novembre de 2018    | Enrique Peña Nieto                    |
| Olga Sánchez Cordero           | Morena  | 1 de desembre de 2018 - 26 de agost de 2021     | Andrés Manuel López Obrador           |
| Adán Augusto López             | Morena  | 26 de agost de 2021 - 16 de juny de 2023        | Andrés Manuel López Obrador           |
| Alejandro Encinas Rodríguez    | Morena  | 16 de juny de 2023 - 19 de juny de 2023         | Andrés Manuel López Obrador           |
| Luisa María Alcalde Luján      | Morena  | 19 de juny de 2023 - 30 de setembre de 2024     | Andrés Manuel López Obrador           |
| Rosa Icela Rodríguez           | Morena  | 1 de octubre de 2024 -                          | Claudia Sheinbaum                     |